# Projectie Onderwijs Centrale

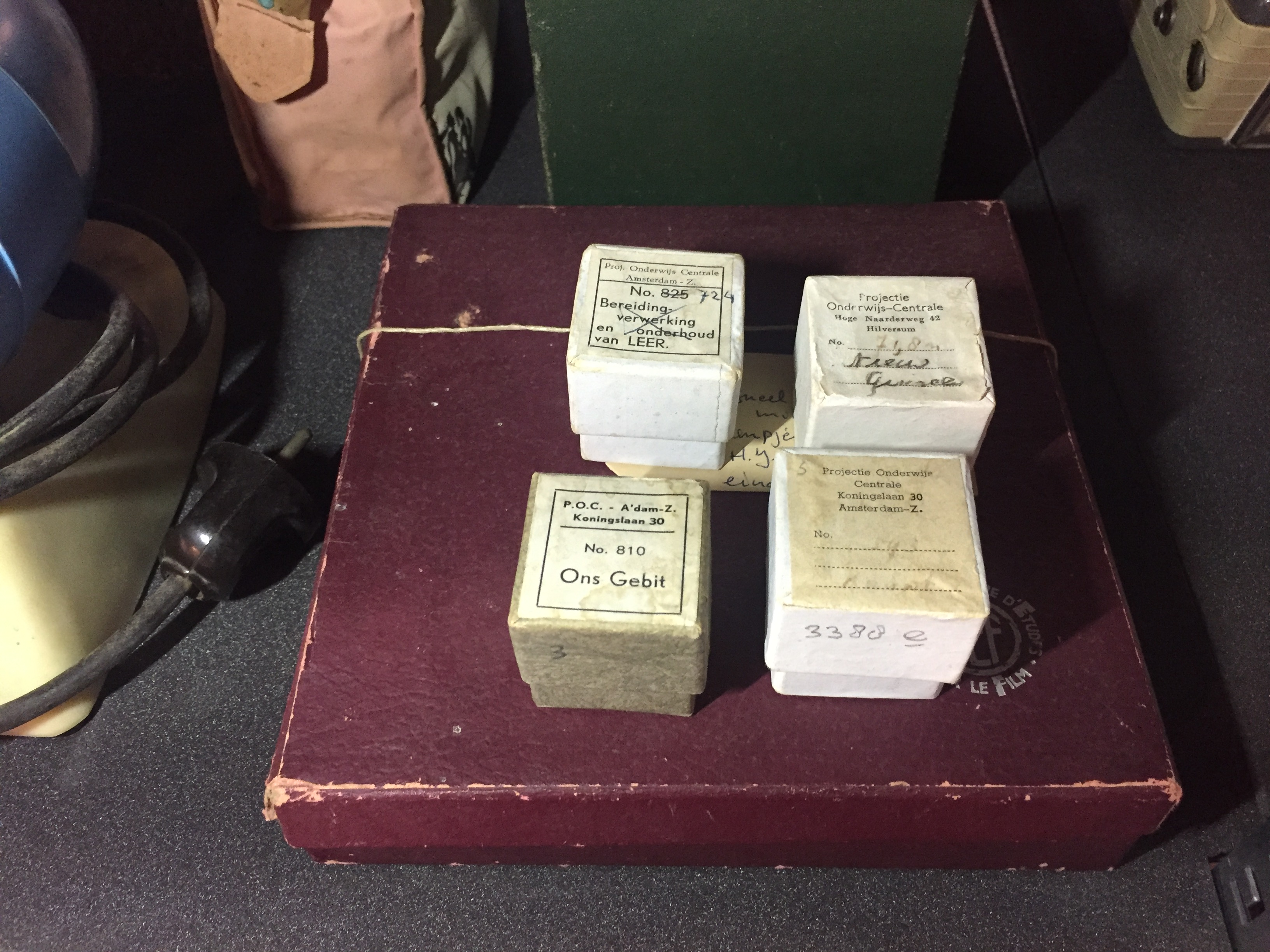

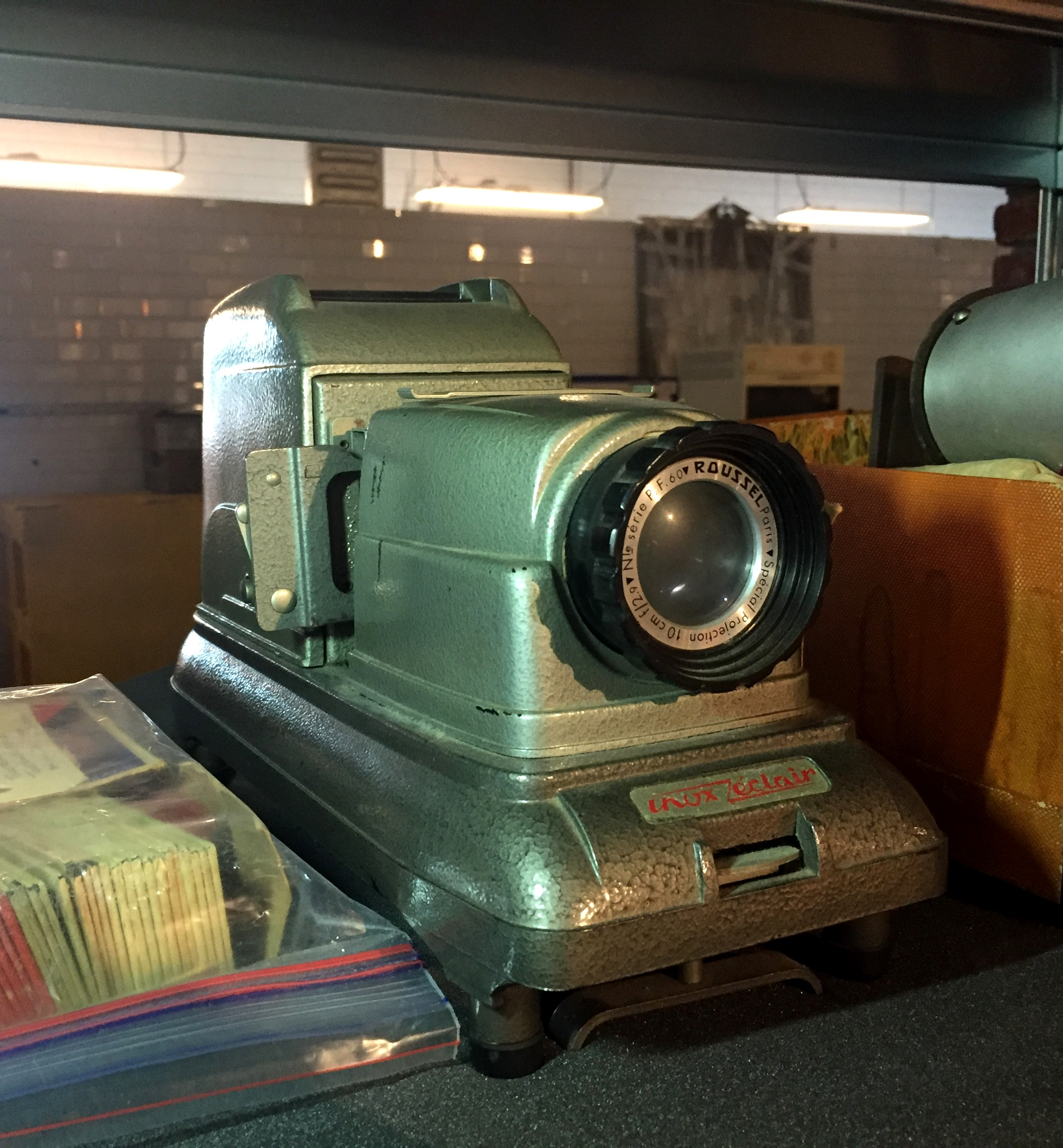

De Projectie Onderwijs Centrale was een instituut dat gespecialiseerd was in het vervaardigen van educatief projectiemateriaal. Dit materiaal was bedoeld voor het aanschouwelijk maken van onderwerpen die in de les op scholen werden behandeld.
Het materiaal bestond uit filmstroken die in een projector dienden te worden geschoven. Meestal een diaprojector waar het diaframe kon worden gewisseld voor een frame voor filmstroken. De filmstrook kon beeld voor beeld worden voorgedraaid. Door een filmstrook te gebruiken konden de beelden niet in een verkeerde volgorde worden geprojecteerd. Dit in tegenstelling tot een diavoorstelling, waarbij dia's door elkaar konden raken. 
De Centrale was in jaren 50 zowel in Amsterdam als in Hilversum gevestigd. 

## Genres
- Aardrijkskunde
- Biologie
- Geschiedenis
- Kinderverhaal / Sprookje
- Kunst
- Religie
- Verkeer